# 阙特勤碑

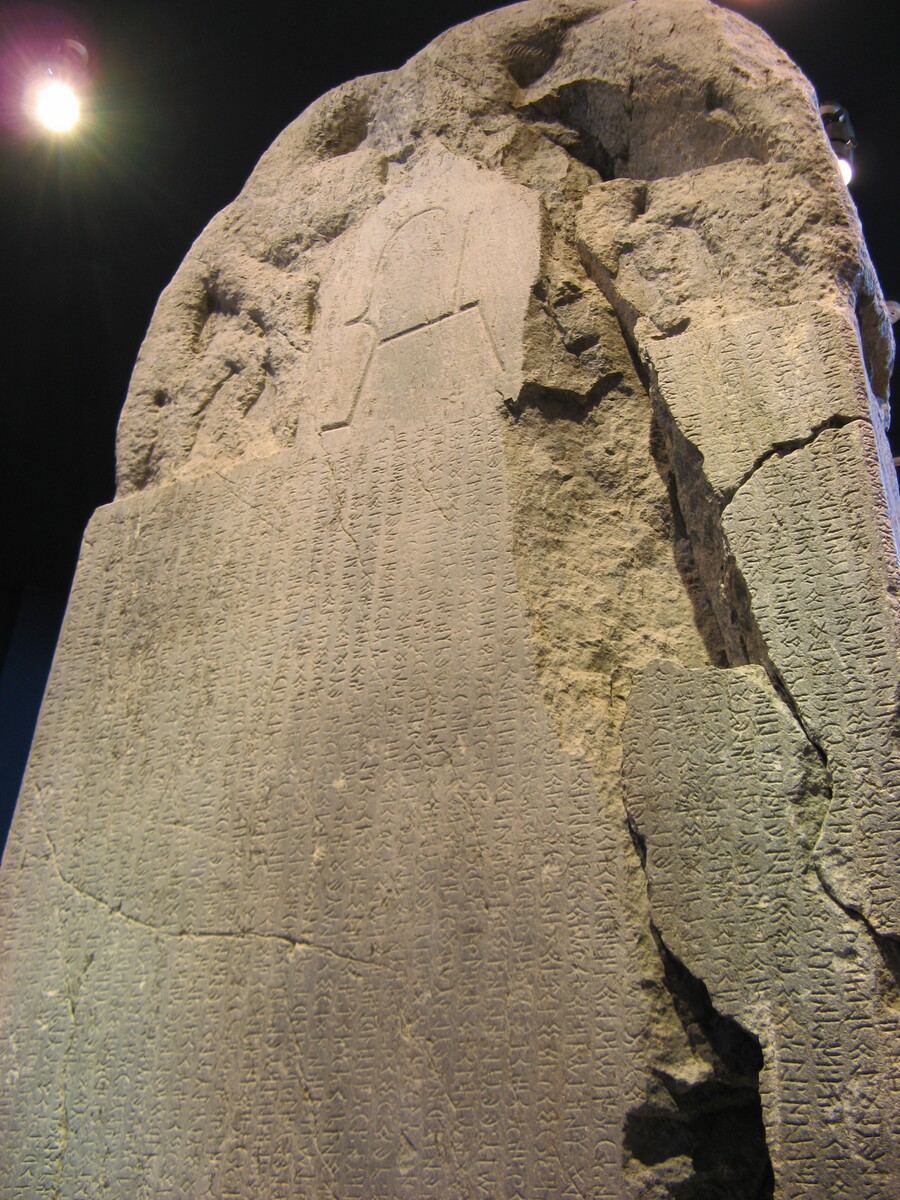
闕特勤碑（突厥文），摄于哈拉和林博物馆

阙特勤碑是后突厥汗国（西方称突厥第二汗国）时期的一块石碑，立於唐玄宗開元二十年（公元732年），是毗伽可汗為紀念其弟闕特勤所立。1889年，俄罗斯考古学家雅德林采夫在蒙古鄂尔浑河旧河道发现阙特勤碑和毗伽可汗碑等鄂尔浑碑铭。阙特勤碑和附近出土的毗伽可汗碑均是公元8世纪初期後突厥汗国所立的石碑。阙特勤碑的突厥铭文以毗伽可汗的口吻叙说了突厥复国的征战和对唐朝和周边民族的关系。在碑文中突厥称唐朝为桃花石（Tabgach），即指中国。

## 历史
公元731年，毗伽可汗之弟阙特勤于47岁去世，唐玄宗派人吊祭并立阙特勤碑，碑的一面为唐玄宗亲自撰写的汉字铭文，另三面为突厥文铭文，以毗伽可汗口吻所述的祭文和突厥征战的历史。毗伽可汗与阙特勤死后不久，后突厥汗国内部瓦解，突厥阿史那氏对铁勒诸部的统治彻底终结，回鹘汗国接替其成为了铁勒诸部的共主。《旧唐书》即记载其立碑过程：“阙特勤死，〈玄宗〉诏金吾将军张去逸、都官郎中吕向、赍玺书入蕃吊祭，并为立碑，上自为碑文，仍立祠庙，刻石为像，四壁画其战阵之状。”元代耶律铸（耶律楚材的儿子）文集、《陈秋岩诗集》（四库全书本）“和林城北唐阙特勒坟”（宋元时期曾将特勤误作“特勒”）均提到过阙特勤碑的存在。
阙特勤碑原本矗立于原野，1911年（清宣统三年）库伦办事大臣三多虑其无保护设施，便仿照中原习惯建一碑亭保护，谁知旷野上的建筑便成了雷击的目标。石碑的西北角遭雷击损坏，导致两螭龙相对的碑额左侧缺一角。
民國初年駐庫倫辦事大員陳籙曾於1916年8月前往哈拉和林親見阙特勤碑，並將漢字碑文錄於其著作《止室筆記·奉使庫倫日記》中。该碑现藏于蒙古国哈拉和林博物馆。该碑的复制品曾在2010年上海世博会土耳其馆中展出。

## 碑文内容

### 汉字和突厥文内容之差异
据《旧唐书》和突厥文碑文，阙特勤的陵墓及此碑皆为唐玄宗所遣的中国工匠所造。石碑汉文铭文与突厥文铭文内容不相一致，尚不清楚两种铭文是否同一时间点篆刻。唐玄宗所题碑文诉说了东突厥和唐朝的友好，以及毗伽可汗与唐玄宗的养父子的关系，谓：
|  | 修边贡，爰逮朕躬，结为父子，使寇虐不作，弓矢载橐，尔无我虞，我无尔诈。……且特勤，可汗之弟也，可汗，犹朕之子也。父子之义，既在敦崇；兄弟之亲，得无连类。俱为子爱，再感深情。是用故制作丰碑，发挥遐徼，使千古之下，休光日新。 |

陳籙所記《故闕特勤碑 御制御書》全文：
彼蒼者天，罔不覆燾。天人相合，寰寓大同。以其氣隔，陰陽適用，別為君長。彼君長者，□□□□裔也。首自中國，雄飛北荒。來朝甘泉，願保光祿，則恩好之深舊矣。洎我高祖之肇興皇業，太宗之遂荒帝載，文教施於八方，武功成於七德。彼或變故相革，榮號迭稱，終能□□□□修邊貢。爰逮朕躬，結為父子。使寇虐不作，弓矢載櫜，爾無我虞，我無爾詐，邊鄙之不□□□賴歟。君諱闕特勤，骨咄祿可汗之次子，今苾伽可汗之令弟也，孝友聞於遠方。□□□□□□斯豈由曾祖伊地米斯匐積厚德於上，而身克終之。祖骨咄祿頡斤行深仁於下。□□□□□不然，何以生此賢也。故能永順友愛，輔成規略。北燮眩雷之境，西隣處月之郊。尊操□□□□受屠耆之寵任，以親我有唐也。我是用嘉爾誠續，大開恩信，而遙圖不騫，促景俄盡，□悼惜疚於朕心。且特勤可汗之弟也，可汗猶朕之子也。父子之義，既在敦崇，兄弟之親，得無連類，俱為子愛，再感深情。是用故製作豐碑，發揮遐壤，使千古之下，休光日新。詞曰沙寒之國，丁零之鄉，雄武鬱起，於爾先王。爾君克長，載赫殊方，爾道克順，謀親我唐。孰謂若人，罔保延長，高碑山立，垂裕無疆。大唐開元念年嵗次壬申七月辛丑朔七日丁未建。
而毗伽可汗在突厥文碑文中除缅怀阙特勤、记载其功绩外，还讲述了突厥征战立国的历史和对突厥国民的训诫。其中，特别训诫突厥子民，认为漢族唐朝和九姓乌古斯是突厥南、北两大敌人：
|  | 原来的老爷们成了漢人的奴仆，原来的太太们成了漢人的婢女。突厥的伯克们放弃了突厥官衔。在漢人那里的伯克们拥有了漢人的官衔，并听命于漢人可汗，事奉他五十年之久。……在南方，漢人是敌人，在北方，匐职可汗与九姓乌古斯是敌人，黠戛斯人、骨利干人、三十姓鞑靼、契丹、奚族等等全都与我们为敌。我父可汗（骨咄禄）征讨這些民族，他征战四十七次，打了二十仗。……没有任何地方可比于都斤山（杭爱山）更好，能够最有效控制诸部的地方即是于都斤山。……漢人不让真正的智者和真正勇者有晉升的機會，若有人犯了错误，漢人决不赦免任何一個，還會株連，从其直系亲属，直到氏族、部落。你们这些突厥人啊，曾因受其甜言蜜語與精金良玉之惑，大批人遭到杀害。啊，突厥人，你们将要死亡！……突厥的诸首领和普通民众，听着！你们应该如何生活和治理诸部，我已记录在此；你们将如何因不忠诚于你们的可汗而遭灭亡，我也记录在此。 ……我（毗伽可汗，716年—734年在位）率领大军征战十二次，向北攻击乌古斯人，向东对付契丹人与地豆于人，向南则与漢人为敌。……我征服了世界四方的所有民族，使之不再为害。他们全部臣服于我，他们始终为我效力。……在（阙特勤）十六岁时（公元700年），为了我叔可汗（默啜可汗，691年—716年在位）的国家，他完成了如下的功业：征伐六胡州（今陕北），漢人的王都督率领五万人马前来，我们交战了。阙特勤徒步出击，他俘获了手执兵器的都督内弟，并不解除其武装地向可汗献俘，我们在那里歼灭了这支军队。当他二十一岁（公元705年），我们与沙吒将军（沙吒忠义）的军队交战。……他们（漢人）将一百多枝箭射中他（阙特勤）的甲胄与战袍，但是他未让一箭射中脸部或头部。……我们在那里歼灭了这支（漢族）军队。……当阙特勤二十六岁时（公元710年），我们征讨黠戛斯，在一矛深的积雪中开道前进，我们翻过曲漫山，乘黠戛斯人尚在睡梦中时冲杀下去。……在那次进攻中，敌人（黠戛斯）击中（阙特勤的）花公马拔野古白马，折断了它的大腿，我们杀死了黠戛斯可汗，征服了其国土。当年，我们进军突骑施，越过金山（阿尔泰山），并渡过曳咥河，我们袭击尚在睡梦之中的突骑施人。突骑施可汗（娑葛）犹如烈火狂风般地从博勒济赶来，我们交战了……我们在那里杀死了他们的可汗（娑葛），夺取了他们的国土，黑姓突骑施人全部臣服于我们。……在此之后，黑姓突骑施发生反叛，前往投奔康曷里，我们的军马体弱力竭，军队给养也已告罄，我们的人处境很糟……此外，攻击我们的（黑姓突骑施）人十分骁勇，我们召集军队，派遣阙特勤率领少量人马前往，他打了一次硬仗，他骑白马乙毗沙勒支进击，他杀死和降服了黑姓突骑施人。……当阙特勤二十七岁（公元711年）时，葛逻禄人成为敌人，他们开始不受拘束和毫无恐惧地行动。……这次战役进行时，阙特勤三十岁（公元714年），他骑白马乙毗沙勒支突袭，他刺穿两人的大腿，我们杀死葛逻禄人，并降伏之。……当我叔可汗（默啜可汗）之国动荡时（约公元714年—716年），当民众与统治者对立时，我们与思结人交战，……思结人遭败绩。九姓乌古思（铁勒）乃是我们自己的族人，由于天地失序，他们背叛了我们，我们在一年中交战五次。……第五次……敌对的乌古斯人突然袭击汗庭，阙特勤骑上其白色马驹，刺杀了九人，终使汗庭未曾失陷。我母可敦、我的诸庶母、我的姊姊们、我的媳妇们、我的公主们，这么许多人都有可能活着的沦为奴仆，遭杀的弃尸营地和大道，假若没有阙特勤的话，你们都会被杀害，我弟阙特勤弃世而去了，我悲痛至极。 |

美国突厥学家郭尔登将突厥碑文视为半历史、传记和突厥复国后的政治宣传。

### 研究价值
学术界普遍认为，《阙特勤碑》是操突厥语诸民族共有的文化遗产，对研究古突厥民族的历史文化具有不可替代的极其重要的价值。
汉文、突厥文内容各以中国人、突厥人的不同角度看待本族历史、唐突关系。不过为了更深入了解突厥碑文就必须知道，无论是早期的粟特文、柔然婆罗米文《布谷特碑》，或公元8世纪的汉文、突厥文《阙特勤碑》，铭文的记载内容均为墓志銘，其性质往往以溢美华丽之辞，极尽赞美已故的志主，但由于墓志銘可归为第一手资料，同时能补充文献上记载的不足之处，因此也有其重要的史料价值。

### 文献
- 《资治通鉴》卷第215

## 外部連結
- 鄂尔浑碑铭全文 （页面存档备份，存于）
- 碑文 （页面存档备份，存于）